# Chynoriansky luh
Chynoranský luh (slovensky Chynoriansky luh) je přírodní rezervace v katastrálním území obce Chynorany v okrese Partizánske v Trenčínském kraji na Slovensku. Území bylo vyhlášeno v roce 1981 a jeho rozloha je 44,36 hektaru. Předmětem ochrany je jediný pozůstatek údolního jasanovo-olšového luhu na horním toku Nitry s výskytem ptactva lužního lesa.